# Gravity Recovery and Interior Laboratory
Gravity Recovery and Interior Laboratory foi uma missão estadunidense da NASA destinada a fazer um mapeamento da Lua e determinar sua estrutura interna. A missão levou duas sondas: GRAIL A (Ebb) e GRAIL B (Flow). A primeira sonda entrou em órbita em 31 de dezembro de 2011 e a segunda em 1 de janeiro de 2012. As duas sondas foram lançadas da estação da força aérea de cabo canaveral, nos Estados Unidos.

## Objetivo
O principal objetivo da missão foi mapear o campo gravitacional da Lua com um nível de detalhamento sem precedentes.

### Objetivos primários
- Mapear a estrutura da crosta e da litosfera lunar.
- Compreender a evolução assimétrica térmica da Lua.
- Determinar a estrutura do subsolo de bacias de impacto.
- Determinar a evolução temporal da crosta rupturas e magmatismo.
- Restringir a estrutura interior da Lua.
- Impor limites sobre o tamanho do núcleo interno lunar.

## Coleta e análise dos dados

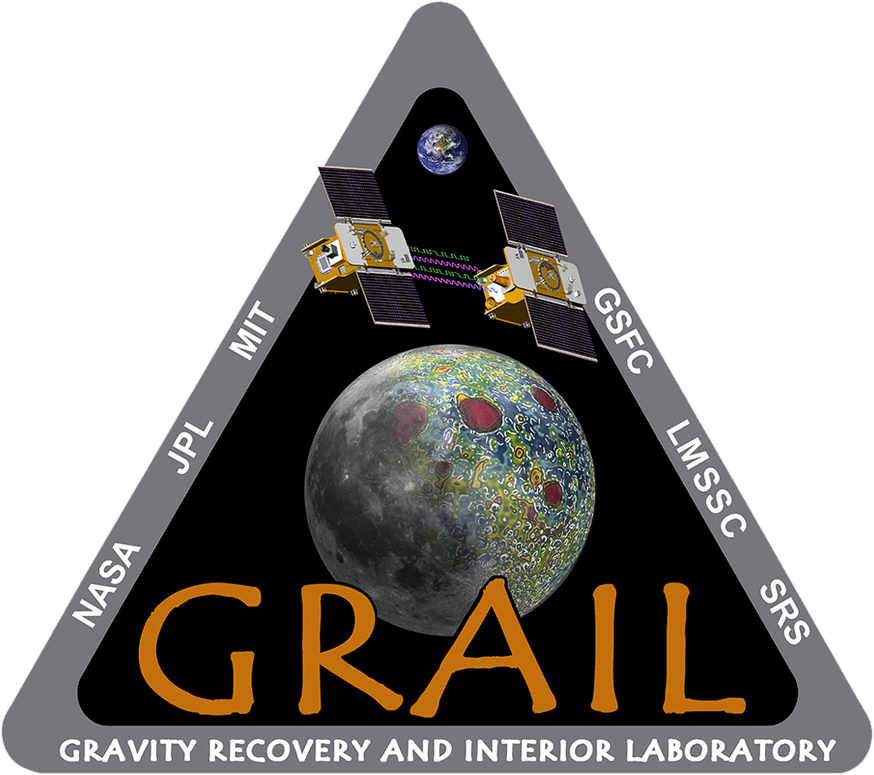
Logotipo da missão GRAIL.

A fase de coleta de dados da missão durou 90 dias e foi seguida por 12 meses de análise de dados. Os resultados começaram a se tornar disponíveis cerca de 30 dias após a o início da coleta. O conhecimento adquirido vai ajudar na compreensão da história evolutiva dos planetas terrestres.

## Resultados preliminares
Um dos primeiros resultados da missão mostrou que a Lua tem uma crosta com cerca de 40 quilômetros de espessura.